# Rhinoligia
Rhinoligia là một chi bướm đêm thuộc họ Geometridae.